# Csonkafülű denevér
A csonkafülű denevér vagy vörhenyes egérfülű-denevér (Myotis emarginatus) az emlősök (Mammalia) osztályának denevérek (Chiroptera) rendjébe, ezen belül a kis denevérek (Microchiroptera) alrendjébe és a simaorrú denevérek (Vespertilionidae) családjába tartozó faj.
A kipusztulás közvetlen veszélyébe került, pedig már 1901-től törvényes védelmet kapott. 1974-ben, majd 1982-ben érvénybe lépett természetvédelmi jogszabályok alapján védett.

## Előfordulása
Az európai-turkesztáni faunatípusba tartozik. Főleg Európa déli tájain terjedt el, az Ibériai-félsziget  nagy része kivételével mindenhol előfordul. Kelet felé Turkesztánig és Iránig, dél felé Izraelig terjed, valamint a Kaukázus egyes részein található meg, bizonyos területekről kipusztult. Magyarországon a Bükk, a Gerecse és a Mecsek hegységekben, a Tornai-karszton, valamint Budapest környékén fordul elő, főként az erdős területeken, de városok külső kertes részeire is behúzódik. Téli szállása, barlangokban, bányákban, de olykor pincékben is. Szórványosan előforduló, veszélyeztetett faj.

## Alfajai
- Myotis emarginatus emarginatus
- Myotis emarginatus desertorum
- Myotis emarginatus turcomanicus

## Megjelenése
Testhossza 4,4-5 centiméter, farokhossza 3,9-4,4 centiméter, magassága 0,85-0,9 centiméter, alkarhossza 3,6-4,2 centiméter és testtömege 7,5-10 gramm. Hasonlít a bajuszos denevérre, de nagyobb és sötétebb színű. A horgasszőrű denevértől annak kevésbé erőteljes vörös színezete, valamint a farkvitorla szabad szegélyén lévő kampós szőrszálak alapján különíthető el. Füle külső szegélyén félmagasságban szögletes kimetszés található, amely nagyjából a fülfedő végződésénél kezdődik, és a fülhossz felére terjed ki. Innen ered a neve. Csak a farokcsúcs legvége ér túl a farokvitorlán. Lába viszonylag kicsi.

## Életmódja
Kora estétől késő reggelig vadászik. Mezők és vizek fölött, alacsonyan vagy közepes magasságban repül. Mint a legtöbb más denevér is, előnyben részesíti a ritkás erdőket, parkokat, a bokrokkal és facsoportokkal tarkított, művelt területeket. Tápláléka rovarok. A csonkafülű denevér leginkább magányosan, néha kis csoportokban, barlangok mélyén telel át.

## Szaporodása
Szaporodása hasonlít a többi denevéréhez. Nagyobb kölykezőkolóniái meleg barlangokból és tágas, régi csűrökből ismertek. A nőstények a szaporodás idején épületeken vagy barlangokban, más fajok társaságában érkeznek, de kisebb-nagyobb elkülönülő csoportokban gyülekeznek, majd júniusban kölykeznek.

## Védelme
Csak néhány olyan telep ismert Magyarországon, ahol szaporodik is, állományának nagyságát nem ismerjük. Bükk hegységi állománya az egyes barlangrészletek idegenforgalmi hasznosításával jelentős károkat szenvedett, így Miskolc-Tapolcán a barlangfürdő kiépítésével e fajnak is a legjelentősebb ismert hazai telepe pusztult el. Védelme érdekében a téli időszakban szüneteltetik a feltáró munkát azokban a barlangszakaszokban ahol a mikroklimatikus viszonyok miatt telelnek az állatok. Nyári költőhelyein a teljes zavartalanságát próbálják biztosítani.

## Képgaléria

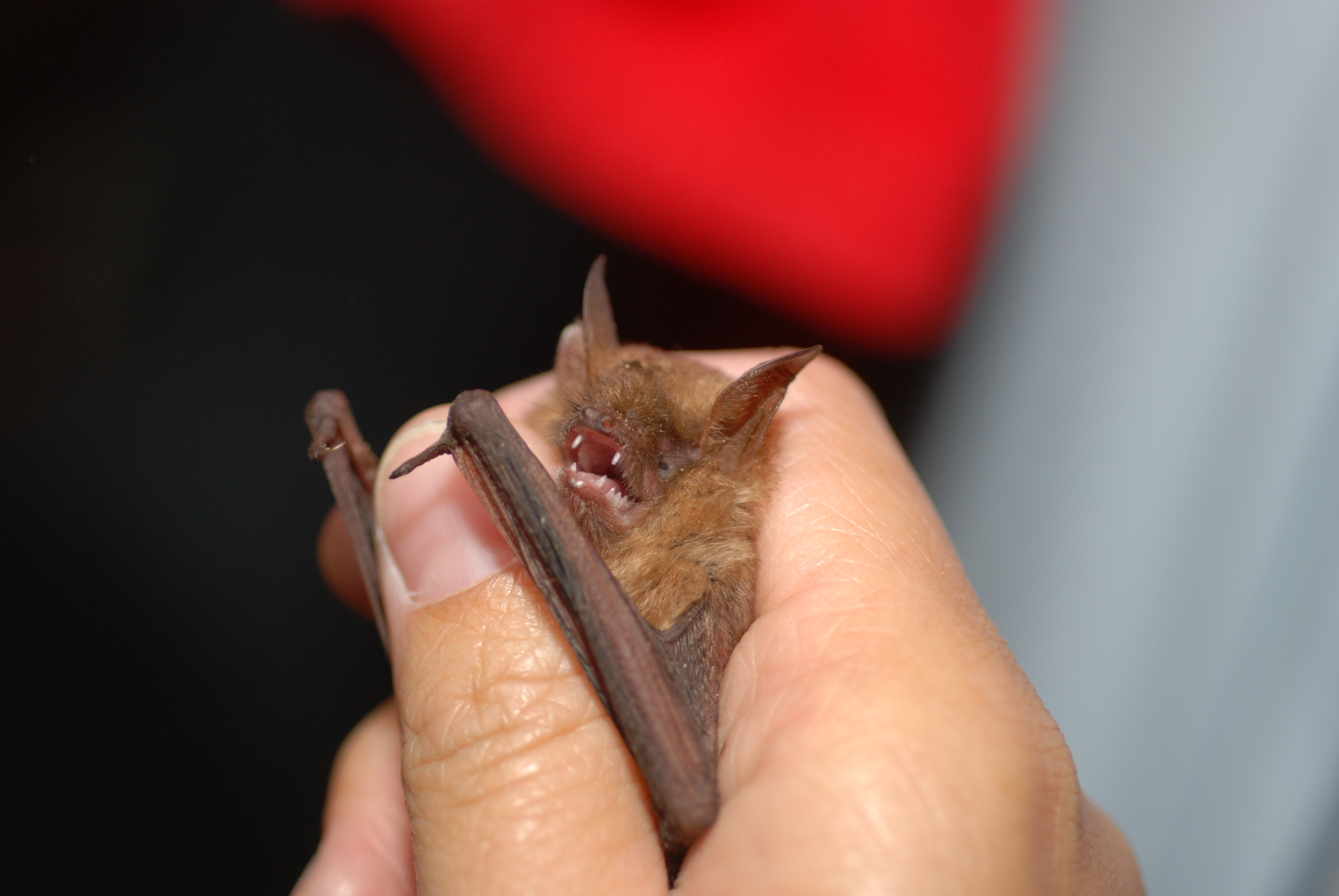
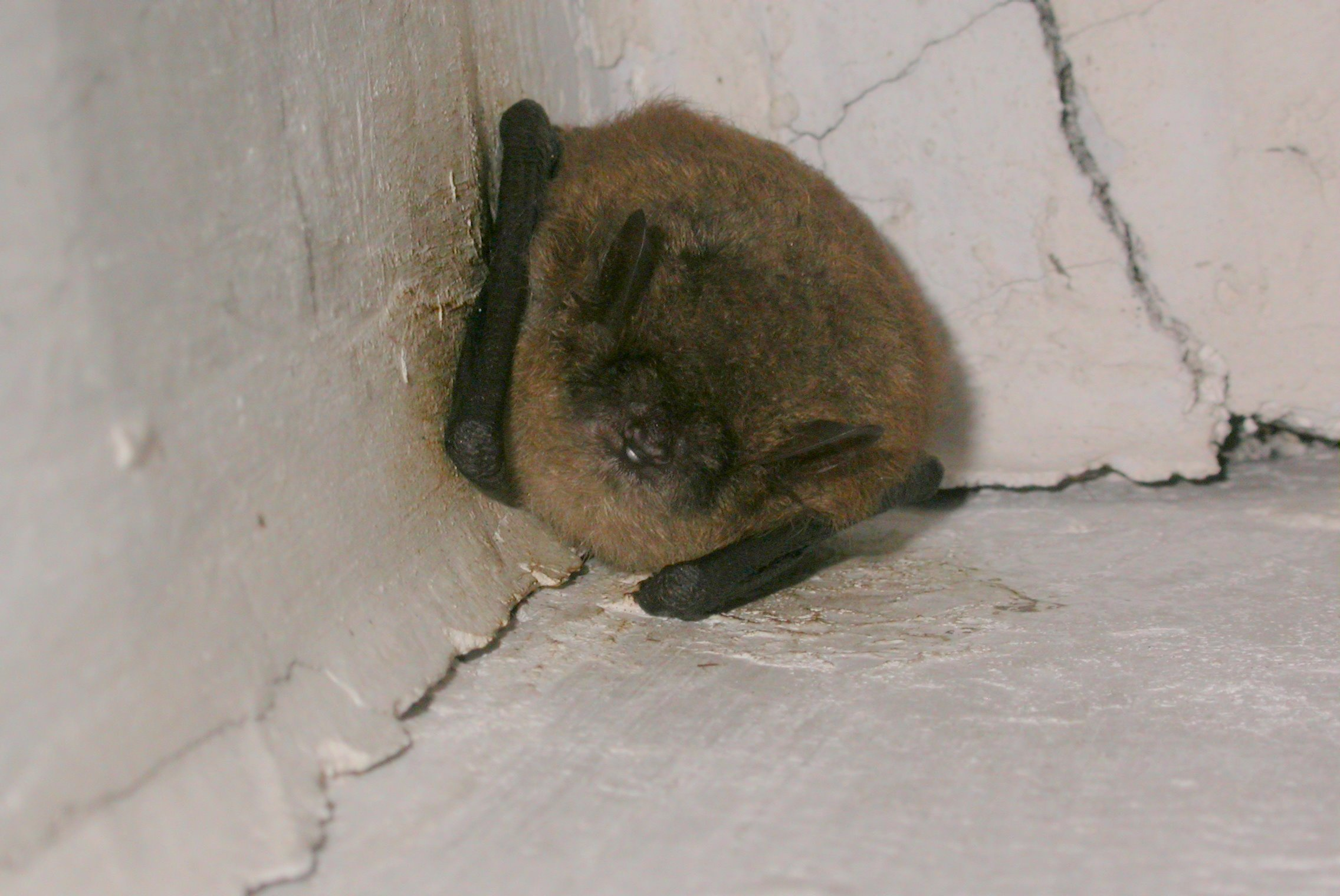
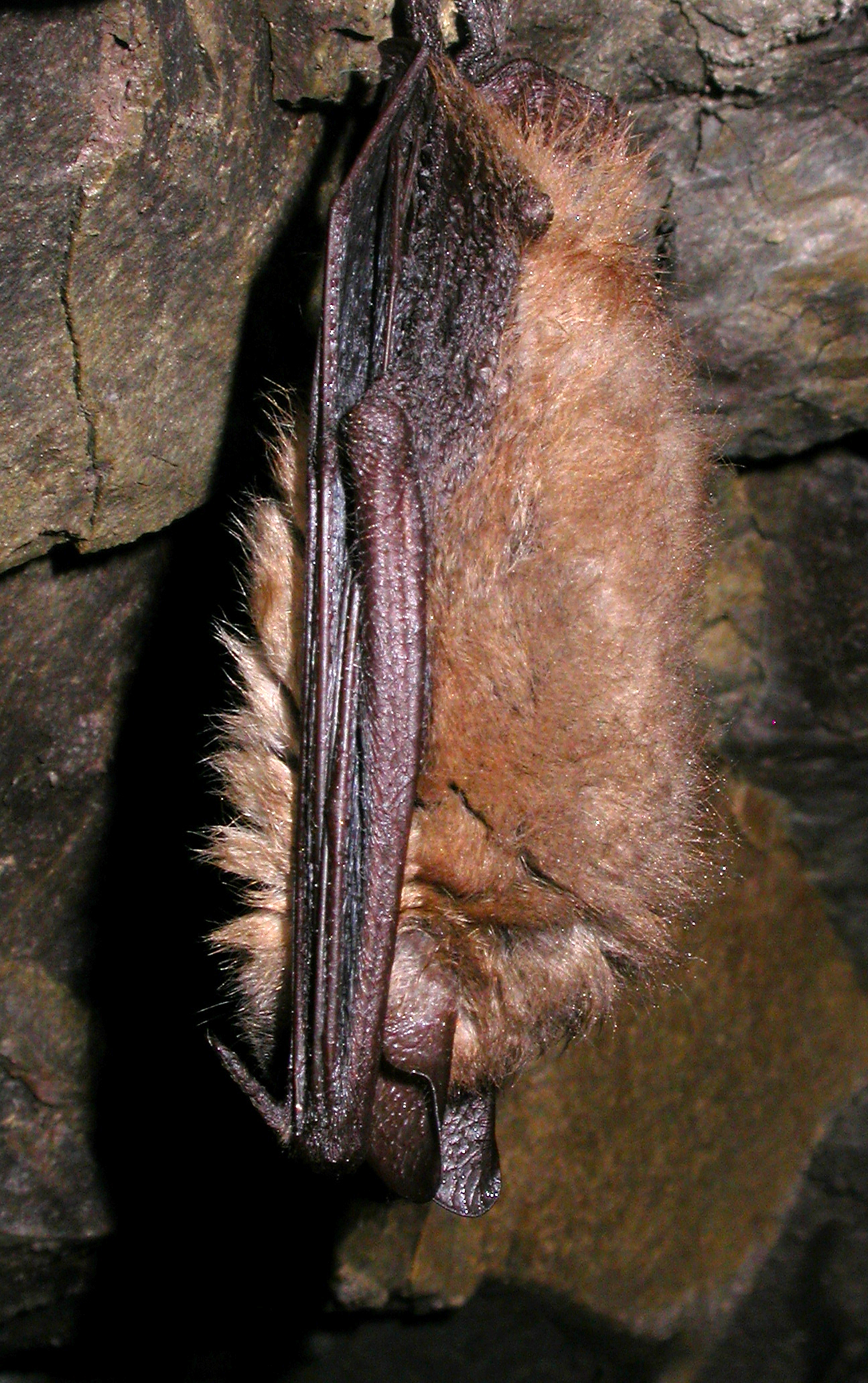
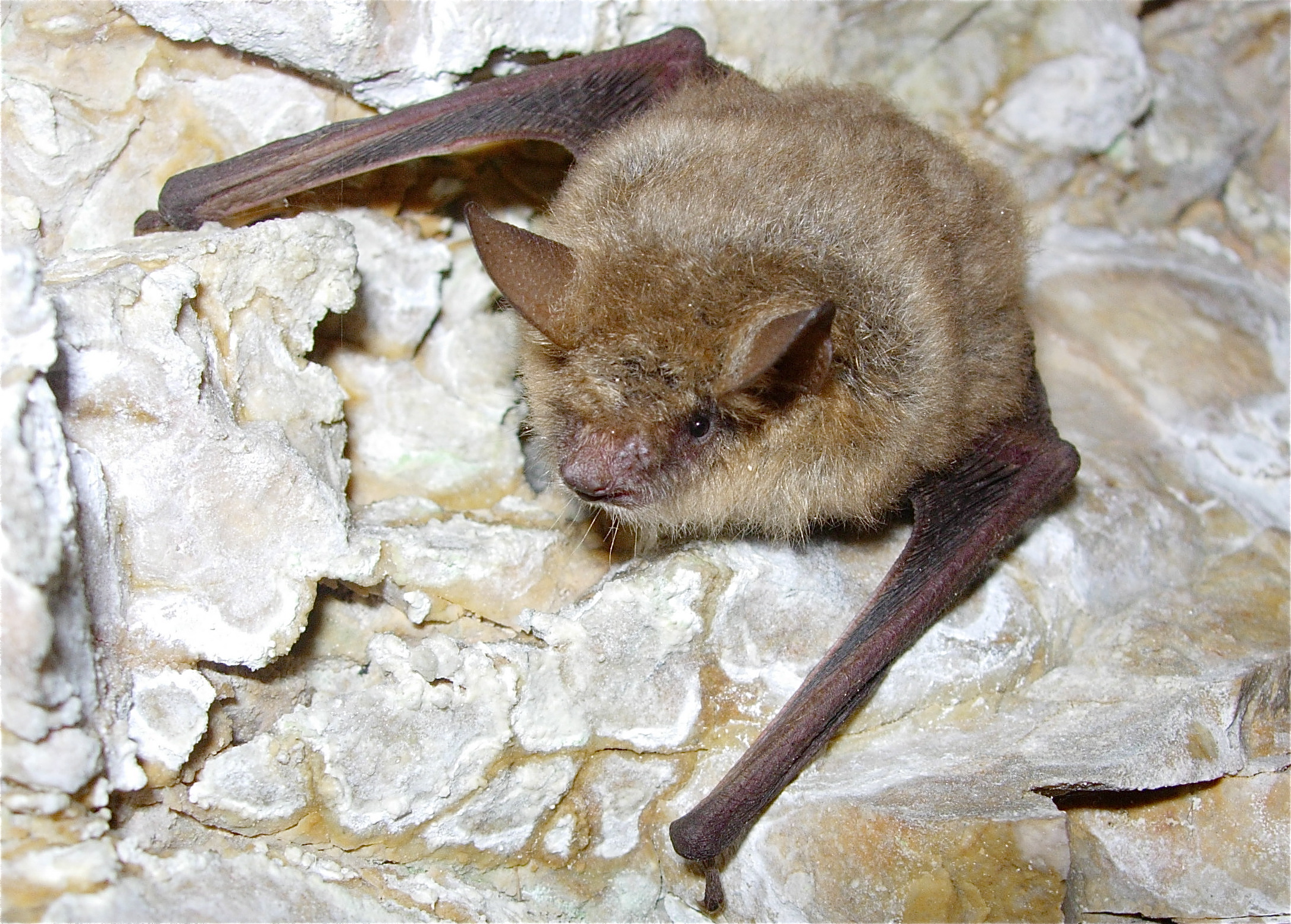
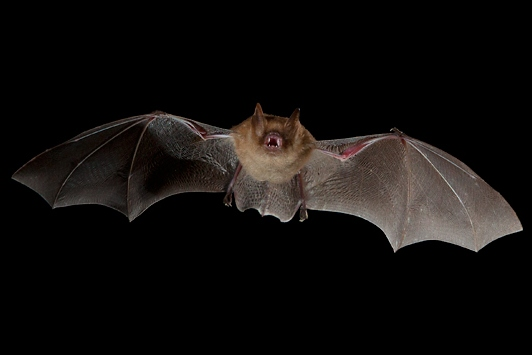
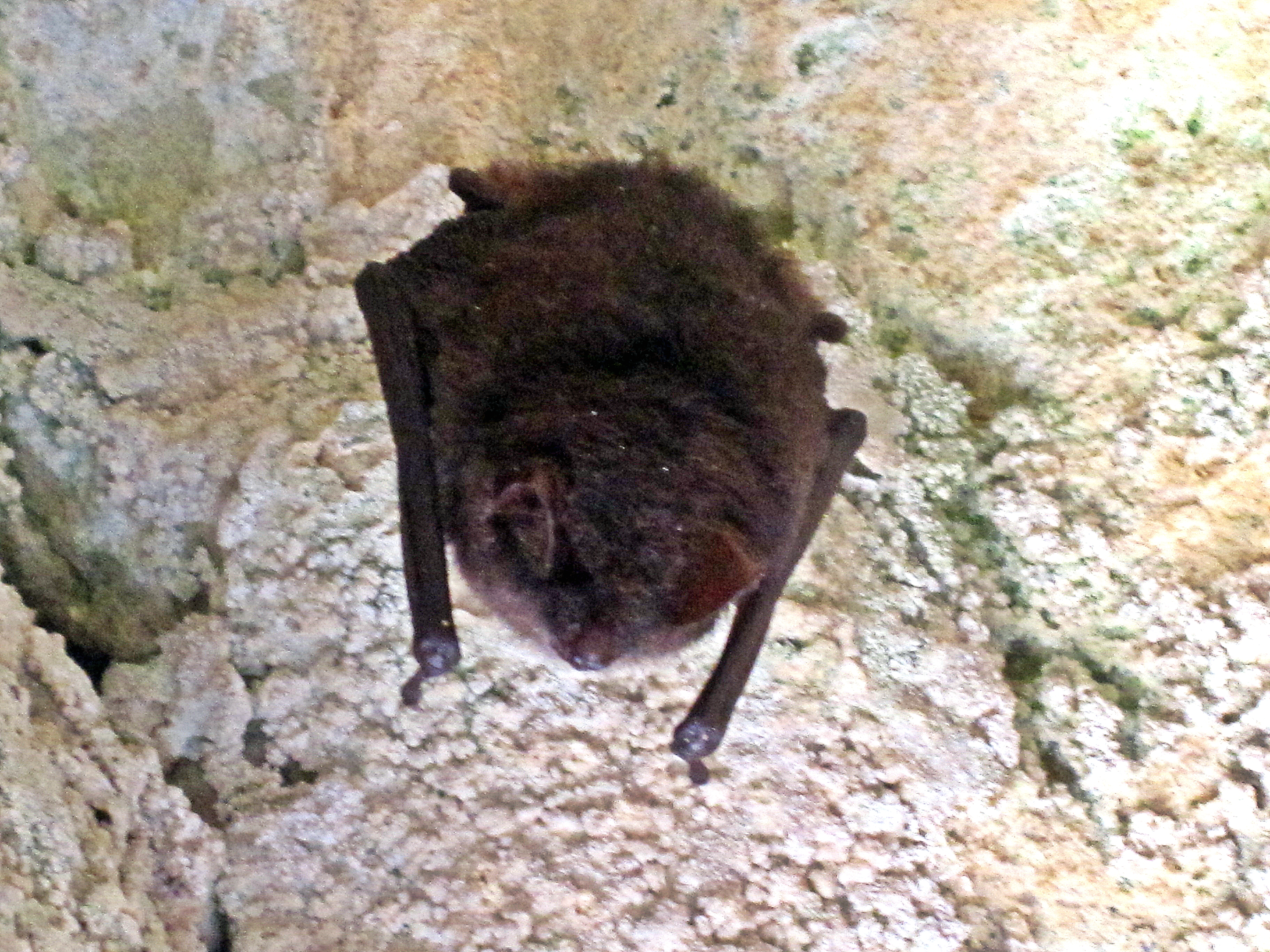